# Llista d'espècies d'esparàssids

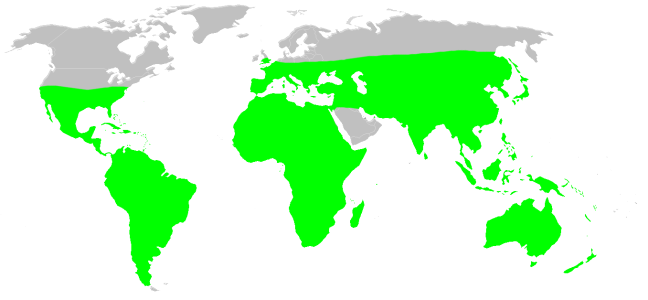
Distribució dels esparàssids

Aquesta és la llista d'espècies d'esparàssids, una família d'aranyes araneomorfes. Conté la informació recollida fins al 27 de novembre de 2006 i hi ha citats 82 gèneres i 1009 espècies; d'elles, 252 pertanyen al gènere Olios i 178 a l'Heteropoda. La seva distribució és molt extensa, trobant-se pràcticament per tot el món excepte a la zona més septentrional.
Degut a l'extensió del llistat l'article s'ha dividit en dos parts d'una mida més assequible, seguint l'ordre alfabètic:
- Llista d'espècies d'esparàssids (A-N)
- Llista d'espècies d'esparàssids (O-Z)